# Wentworth (New Hampshire)
Wentworth – miasto w Stanach Zjednoczonych, w stanie New Hampshire, w hrabstwie Grafton.